# 南山学園ライネルス館
南山学園ライネルス館（なんざんがくえんライネルスかん）は、愛知県名古屋市昭和区五軒家町6-1にある建築物。
名古屋市などに大学から小学校までを有する学校法人南山学園において初めて建てられた建物である。1932年（昭和7年）に南山中学校本館として竣工し、1998年（平成10年）には登録有形文化財に登録された。2014年（平成26年）9月には内部に史料館の南山アーカイブズが設置された。

## 歴史

### 南山中学校創立の背景

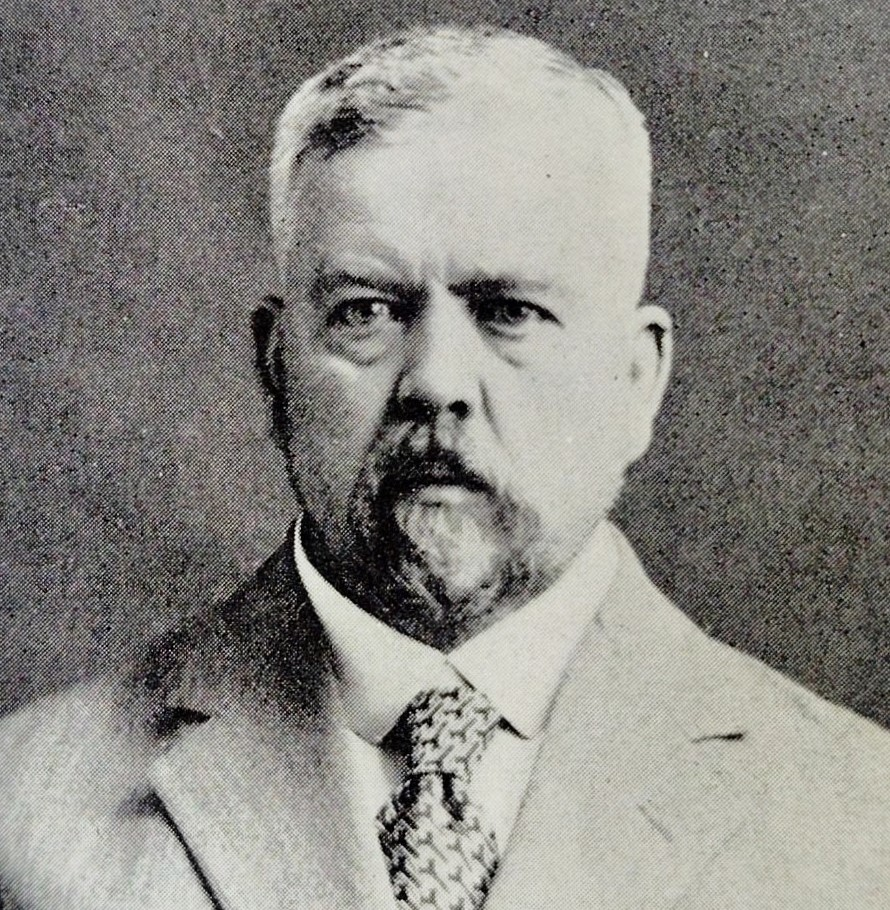
南山中学校創立者のヨゼフ・ライネルス

1925年（大正14年）には八事丘陵に八事土地区画整理組合と南山耕地整理組合が相次いで設立され、都市計画法に従って土地区画整理事業が行われた。もともとこの土地は愛知郡天白村だったが、1928年（昭和3年）3月には天白村が名古屋市に編入されたため、この土地は名古屋市中区広路町字五軒家となり、1937年（昭和12年）10月には中区から昭和区が分離され、昭和区五軒家町となっている。
五軒家町には大須の万松寺が所有していた土地があり、昭和初期に名古屋市がこの土地を避病院（現・名古屋市立大学医学部附属東部医療センター）建設のために買収したが、地元の地主らが反対したことで立ち消えとなっていた。ドイツ人宣教師のヨゼフ・ライネルスはこの土地を買収してミッションスクールの設立を計画した。なお、日本名古屋教区天主公教宣教師社団が買収して財団法人南山中学校に寄付する形をとっている。北側には今池と八事を結ぶ新三河鉄道八事電車が通り、杁中停留場の近くには田畑もあったが、その他の場所は山林が多かった。

### 本館の竣工

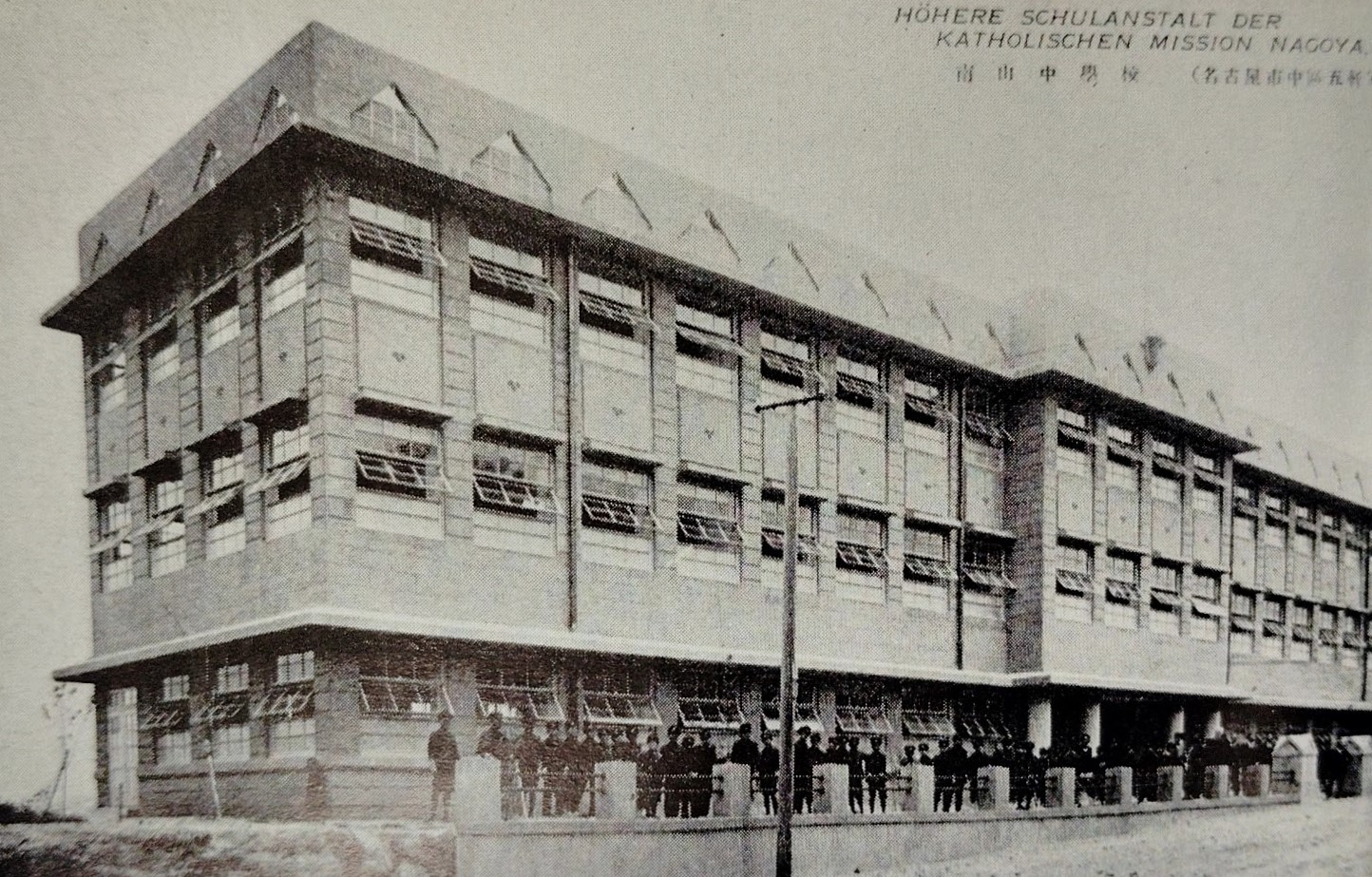
1932年の開校当初の本館

校舎（本館）の設計者はスイス人建築家のマックス・ヒンデルである。母国のジュネーブで国際会議場を、1927年（昭和2年）には新潟教会と熱田教会を、1929年（昭和4年）に岐阜教会を設計した実績があった。その他には北海道で天使の聖母トラピスチヌ修道院、東京で上智大学などを設計している。ライネルスは教会建築を通じてヒンデルと親交があり、思い描く学園構想にふさわしい建築家としてヒンデルを選定した。
1931年（昭和6年）4月には大倉組を施工者として建設に着工し、1932年（昭和7年）2月28日に落成した。同年1月に財団法人南山中学校が設立され、同年中に（旧制）南山中学校が開校した。なお、1936年（昭和11年）1月には南山小学校も設立されたが、1941年（昭和16年）3月には名古屋市に移管されている。

### 戦時中と戦後

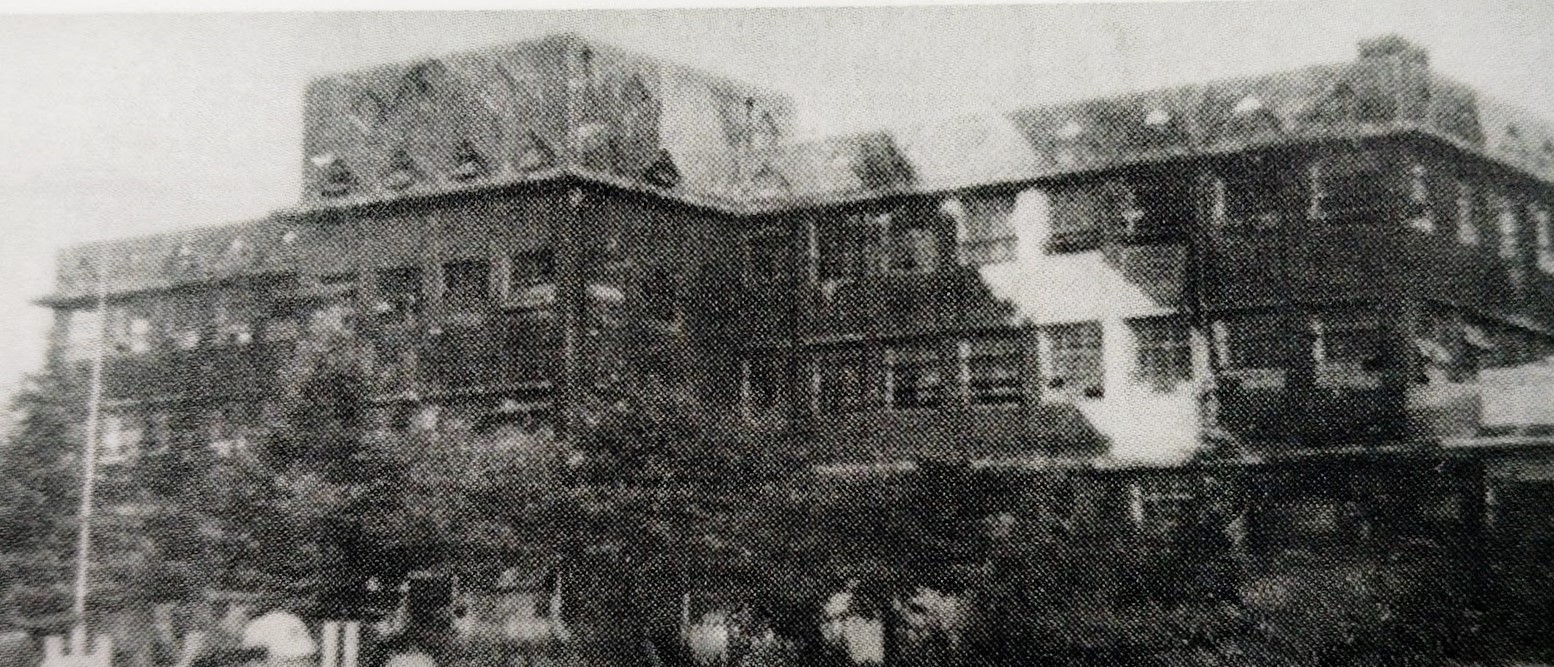
戦時中に迷彩が施された本館

1944年（昭和19年）12月には本館の一部が名古屋陸軍造兵廠に貸与され、1945年1月には本館と体育館などが名古屋連隊区司令部庁舎に転用された。西館のみは南山中学校の教室として存続したが、同年3月の決戦教育措置要綱や5月の戦時教育令の結果、授業が停止されて生徒は勤労に専念することとなった。
戦争末期には本館に黒色の塗料が塗られて迷彩が施された。同年1月8日午後10時頃、米軍が南山一体に落とした焼夷弾で西館が炎上した。同年3月25日にはピオ11世館も爆弾の爆風で損壊したが、本館は最後まで空襲の被害を免れた。名古屋連隊区司令部が本館から立ち退いたのは終戦後の10月22日のことである。

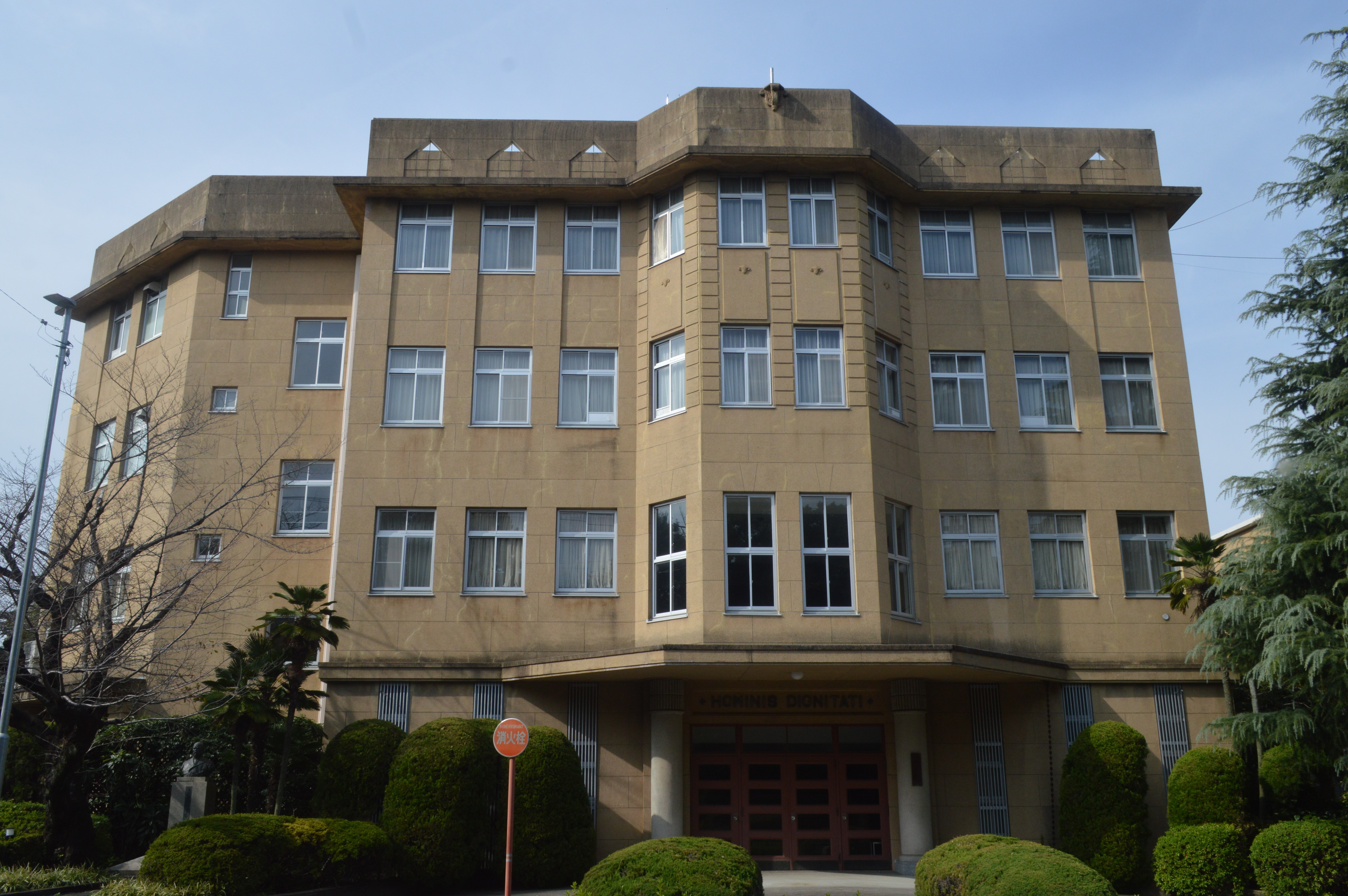
東側に隣接する講堂

1946年（昭和21年）の学制改革を経て、同年7月には財団法人南山中学校が財団法人南山学園に改組され、1948年（昭和23年）4月には（新制）南山高等学校が設立された。戦後しばらく、旧南山中学校本館は南山高等学校の校舎として使用された。1951年（昭和26年）には東側に旧南山中学校本館のデザインを踏襲する講堂が建てられた。
1949年（昭和24年）4月に南山大学が開学すると、旧南山中学校本館は南山大学の校舎となり、1964年（昭和39年）に昭和区山里町に移転するまで大学として用いられた。1960年代にはアントニン・レーモンドの設計で南山大学の校舎群が建てられたが、ヒンデルが設計した旧南山中学校本館の精神が受け継がれているとされる。

### 近年の動向
やがて、旧南山中学校本館はライネルス館に改称して神言会日本管区事務所に転用された。名称は南山学園創立者のヨゼフ・ライネルスに因んでいる。
1996年（平成8年）2月28日、名古屋市によってライネルス館・講堂・ピオ11世館が名古屋市都市景観重要建築物等に指定された。1998年（平成10年）9月2日、登録有形文化財に登録された。なお、同時に東区の東海中学校・高等学校敷地内にある東海学園大講堂が登録されており、同年1月16日には愛知学院大学楠元学舎第1号館も、同年12月11日には金城学院高等学校榮光館も登録されている。1998年（平成10年）時点では南山中学校・高等学校の学園事務局として使用されていた。
2014年（平成26年）9月、南山学園史料室と南山大学史料室を統合する形で史料館の南山アーカイブズが設置された。

## 建築

### 外観

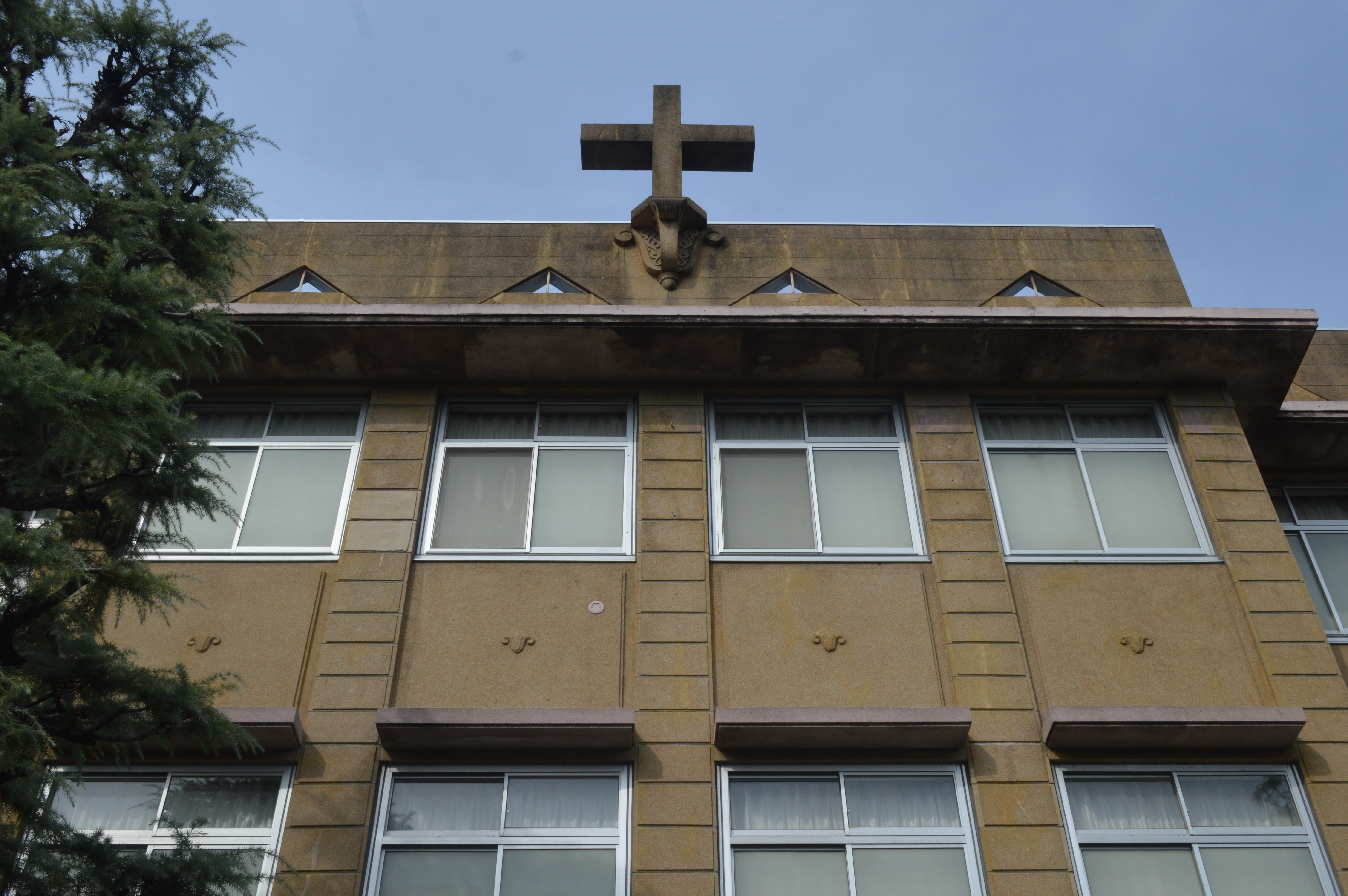
正面上部と十字架

八事丘陵の一角を削平・盛土した敷地の南側にあり、北側の背後にはグラウンドが造成されている。鉄筋コンクリート造地下1階・地上3階建、建築面積529m2、延床面積は1750m2である。グラウンドはライネルス館よりも低いことから、グラウンド側からの見え掛かりは地階も含めて4階分となっている。
外壁は黄土色のテラゾーであり、パラペットには山形の切込みがある。1960年代以降にはアントニン・レーモンドによって、橙色の色調が際立つ南山大学の建物群が建てられたが、本館は講堂やピオ11世館も含めて黄土色の色調でまとめられており、この黄土色は「南山カラー」とも呼ばれている。
玄関には4本の円柱が配されており、玄関脇東隅には「1931」という年号などを刻んだ石板がはめ込まれている。名古屋市の学校としては初めて水洗式トイレを導入し、屋上のタンクに汲み上げられた用水が校舎内に配水された。

### 内部

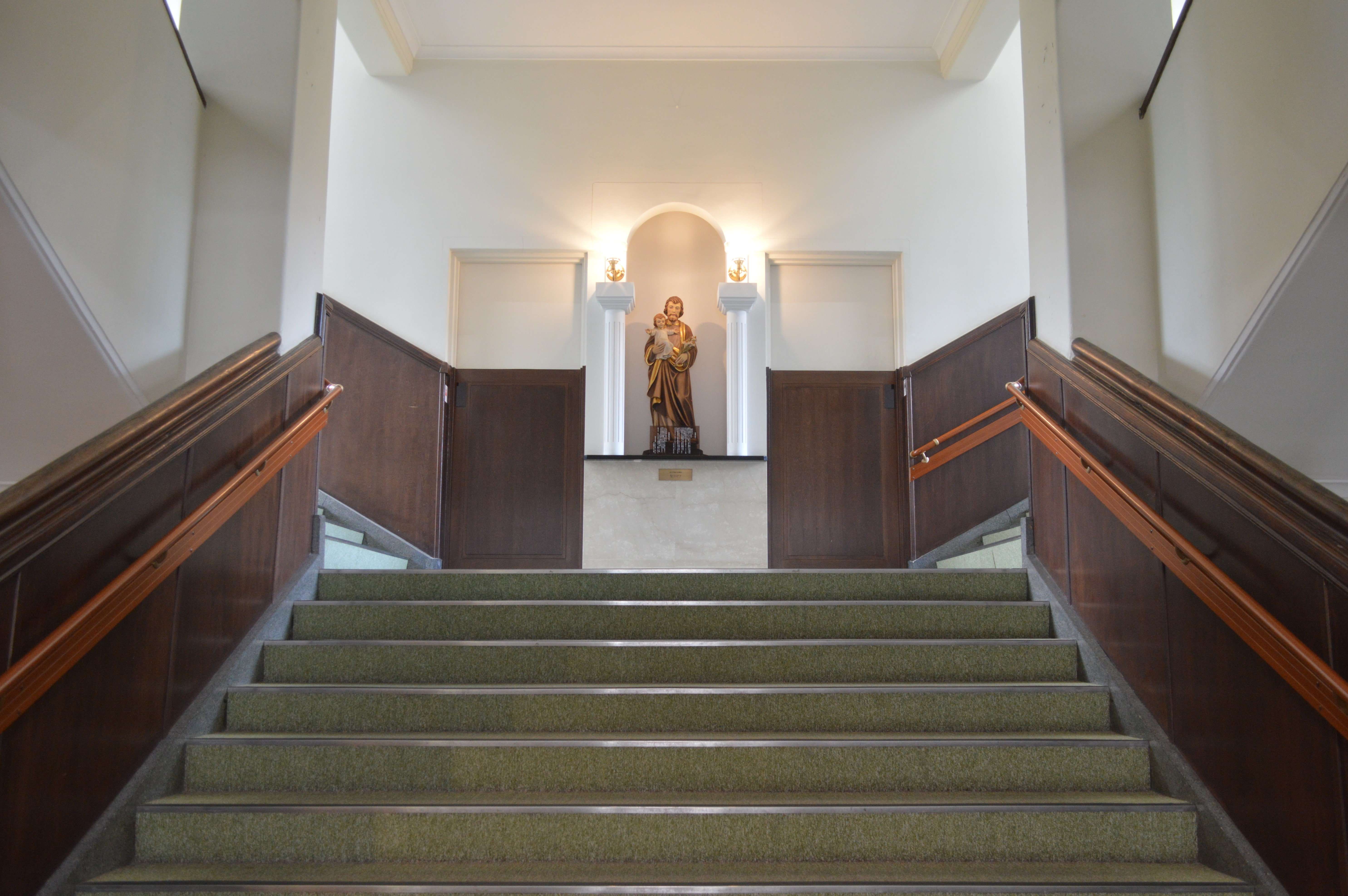
階段

南山中学校時代、1階には校長室や職員室などがあり、2階と3階は全て教室だった。部屋の内壁は漆喰塗である。廊下と教室には高い位置まで腰羽目が張られており、腰羽目と床は焦げ茶色で統一されている。意匠に規律や堅実さが際立つ建物であるとされる。

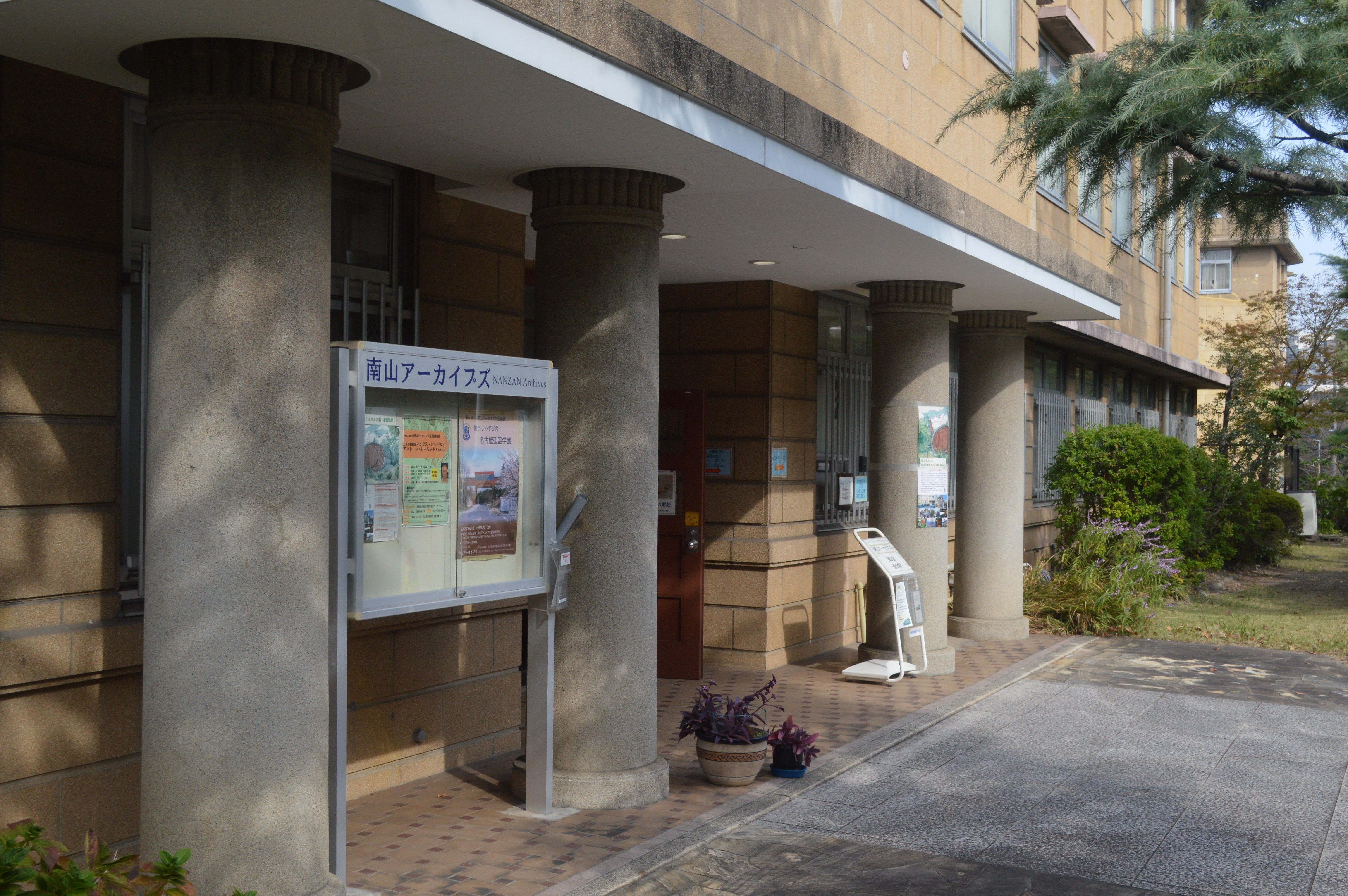
玄関
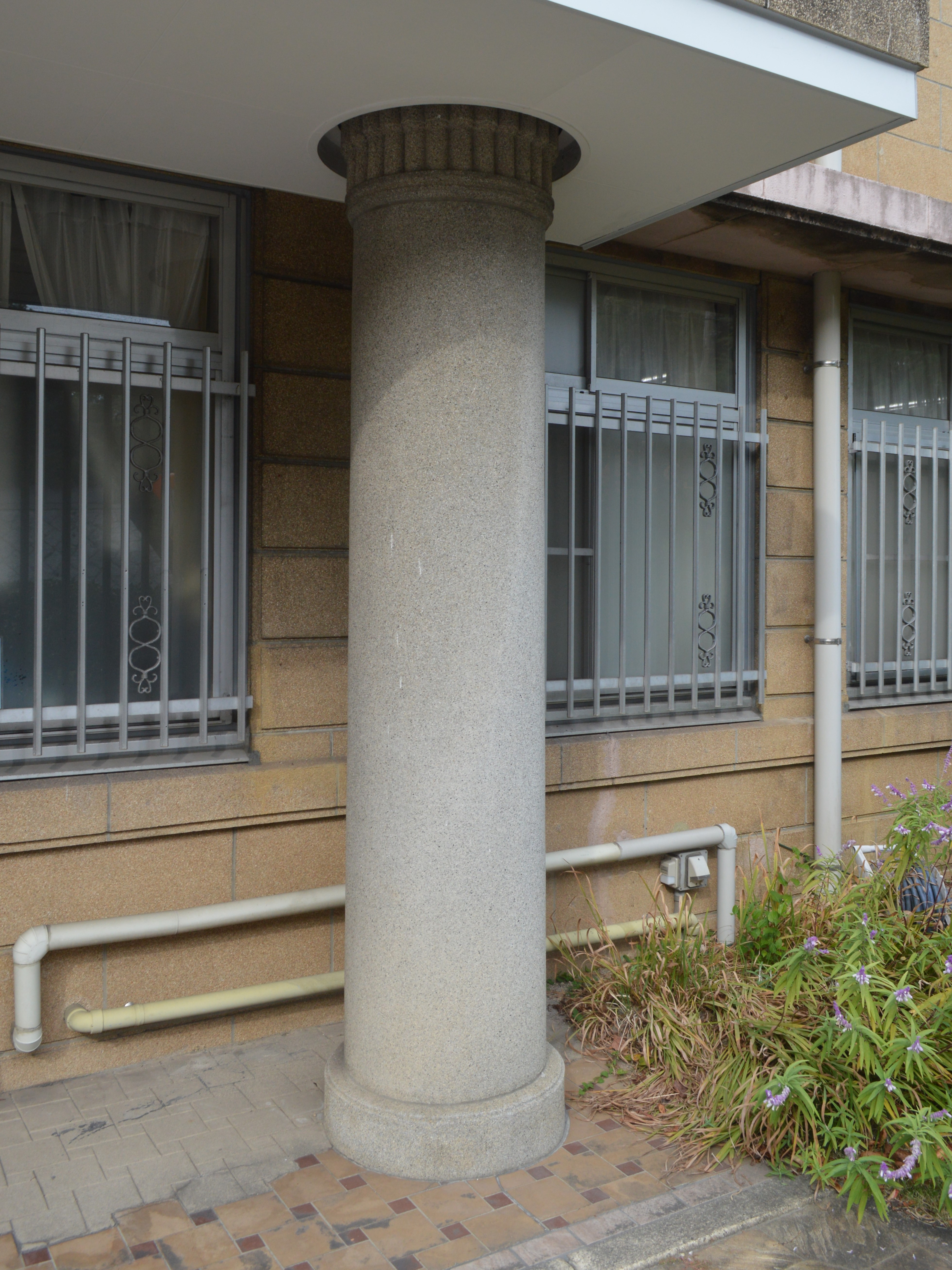
玄関の円柱
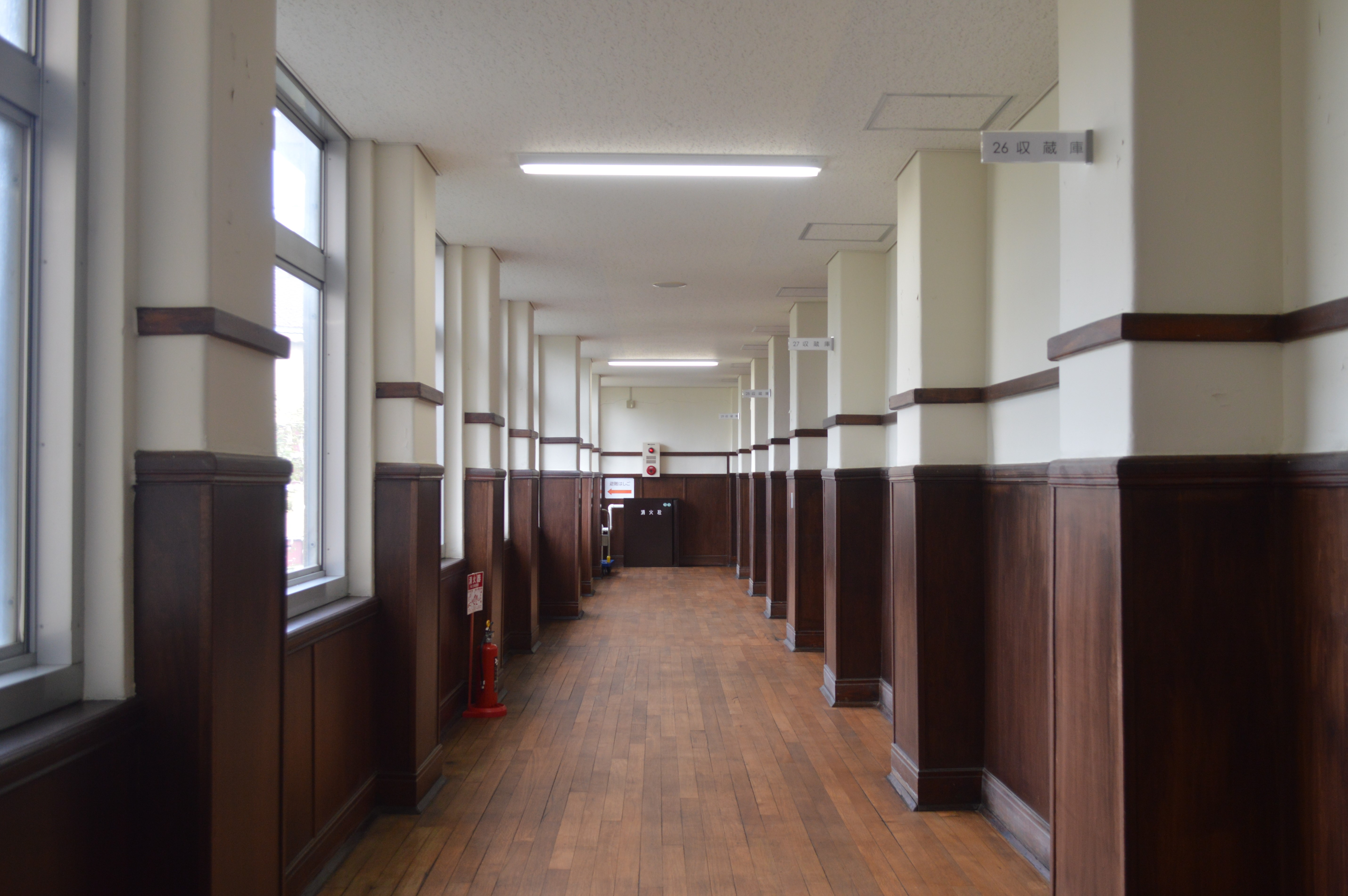
廊下